# Associació de Futbol de Maurici
L'Associació de Futbol de Maurici (anglès: Mauritius Football Association; MFA) és la institució que regeix el futbol a Maurici. Agrupa tots els clubs de futbol del país i es fa càrrec de l'organització de la Lliga mauriciana de futbol i la Copa. També és titular de la Selecció de futbol de Maurici absoluta i les de les altres categories.
Va ser fundada el 1952.
- Afiliació a la FIFA: 1964
- Afiliació a la CAF: 1965[4]